# Электроника 7
«Электроника 7» — торговая марка электронных часов саратовского завода «Рефлектор». Завод производил промышленные настенные (основное направление), настольные и наручные электронные часы.
В большинстве моделей электронных часов использовались вакуумно-люминесцентных индикаторы (ВЛИ серии ИВЛ) собственного изготовления. Также производились часы с индикаторами на жидких кристаллах. Наиболее популярными в СССР были часы семейства «Электроника 7-06».
Завод «Рефлектор» производил большинство уличных и настенных электронных часов, использовавшихся в СССР. Многие из них до сих пор работают в административно-хозяйственных и промышленных помещениях.

## Часы серии «Электроника 7»

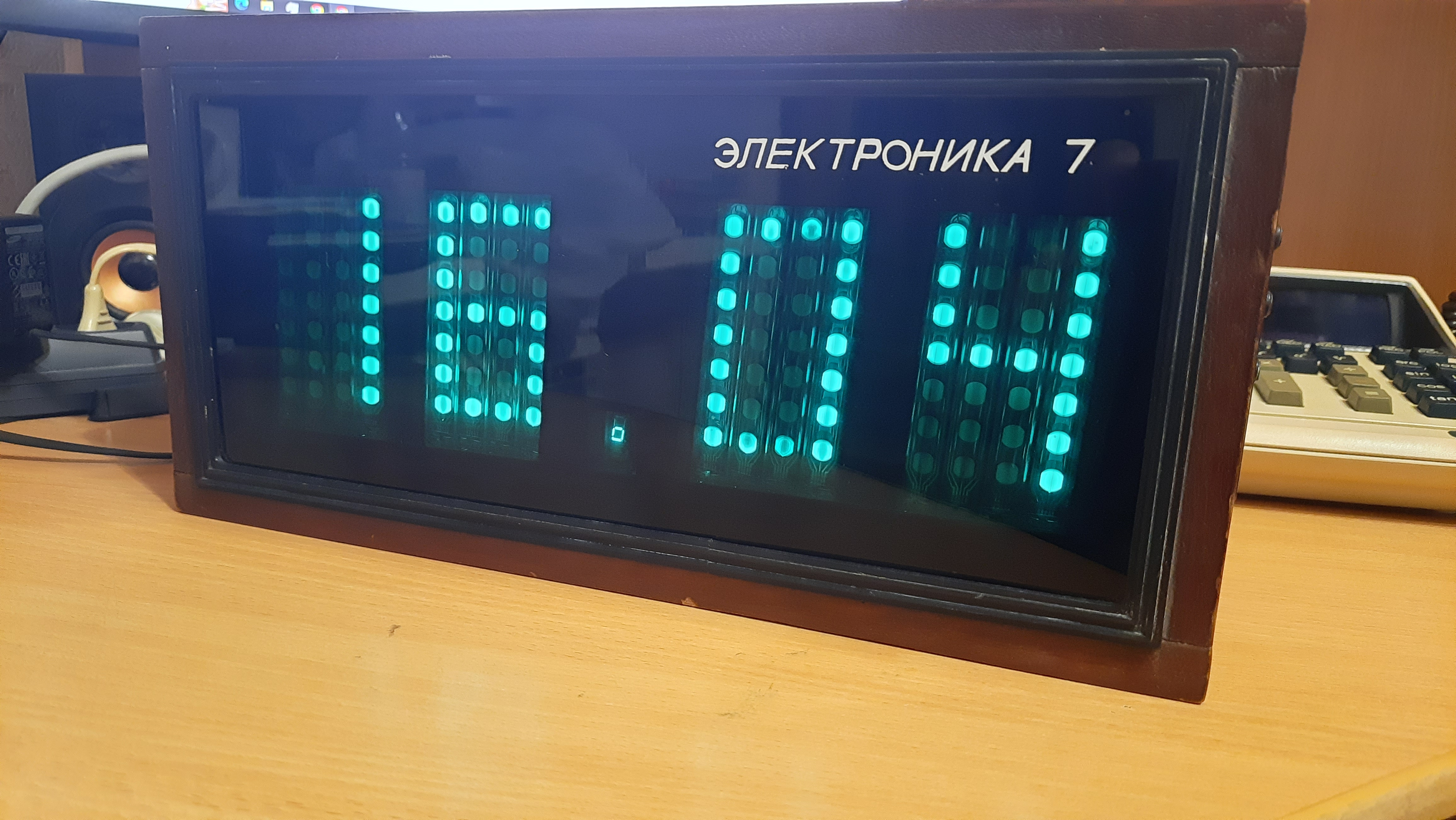
Электроника 7-06М (1989) Миниатюрная версия "Электроники 7-06К".

- Электроника 7-06 — серия настенных электронных часов с различными модификациями
- Электроника 7-07 — первичные кварцевые цифровые часы
- Электроника 7-08 — вторичные цифровые часы
- Электроника 7-20 — настенные электронные часы с индикатором на жидких кристаллах
- Электроника 7-21, 7-21-01, 7-21-03, 7-21-06, 7-21-08 — настольные электронные часы

## Поздние модели
- Модель «Электроника 7-34-01» — уличные часы с высотой символа 340 мм.
- Модель «Электроника 7-35-01» — уличные часы с высотой символа 630 мм.

Различные модели имеют различия в высоте символа (в основном были 78 мм и 140 мм), количестве разрядов (часы, минуты, секунды), цвете индикации (зелёный или красный).

## Наши дни
В настоящее время предприятие, созданное на основе часового производства завода «Рефлектор», продолжает производить электронные часы. Последние экземпляры часов, в которых ещё устанавливались вакуумно-люминесцентные, а не светодиодные индикаторы, изготавливались в пластмассовых корпусах.